# هانام
هانام هي مدينة في كوريا الجنوبية، تتبع مقاطعة غيونغي، بلغ عدد سكانها 154,838 نسمة في 2015، تبلغ مساحتها 93.07 كيلومتر مربع.

## مدن توأم
المدن التوأم:
- سان بابلو
- ليتل روك، أركنساس.

## أعلام
- نام تيهيون
- تشوي يون سونغ